# Trine Østergaard

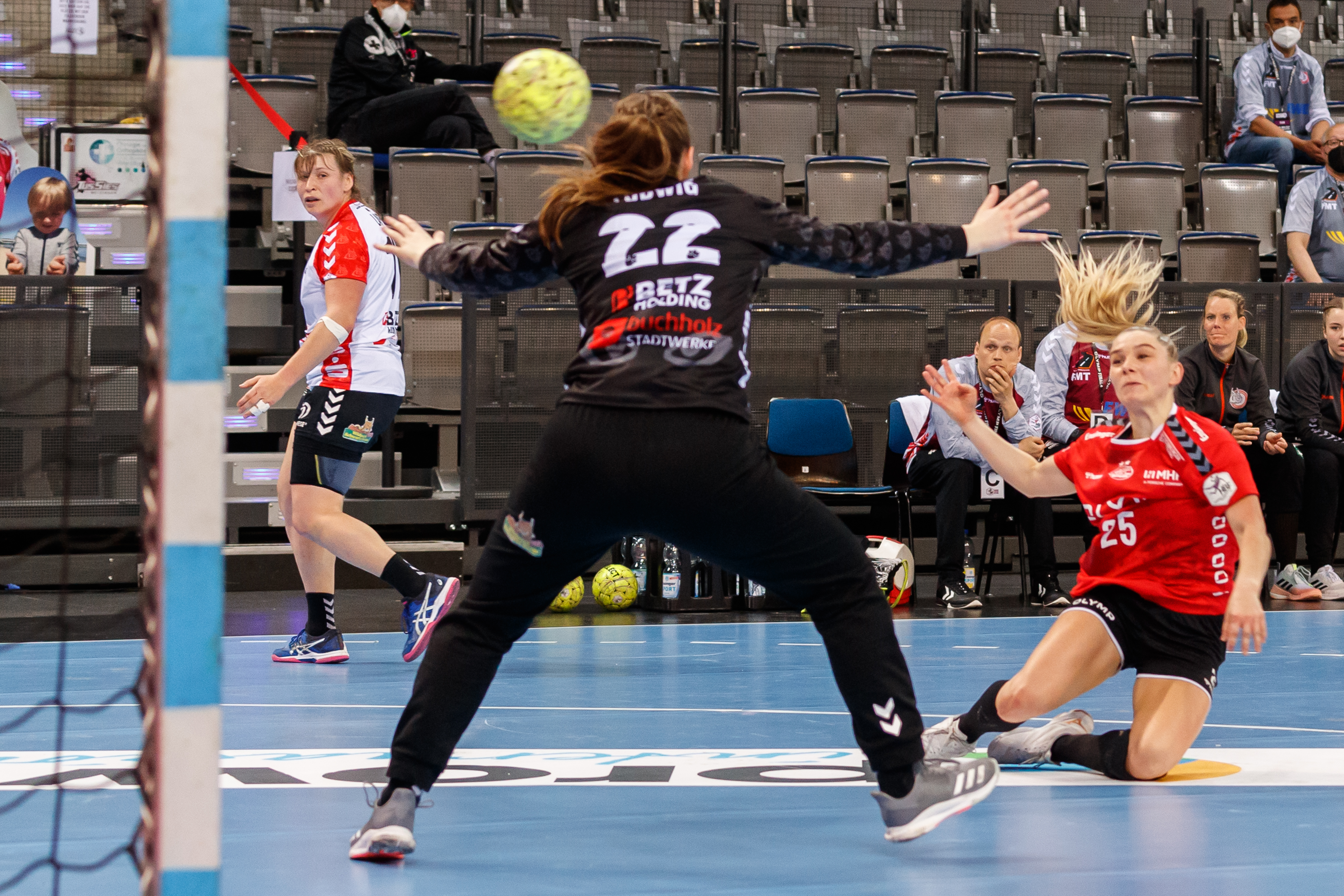
Trine Østergaard, 16 mai 2021. Østergaard (nr. 25, în rosu), în timpul partidei dintre HL Buchholz 08-Rosengarten și SG BBM Bietigheim, finala Cupei Germaniei ediția 2020-2021, desfășurată în Porsche-Arena din Stuttgart.

Trine Østergaard Jensen (n. 17 octombrie 1991, în Skanderborg) este o handbalistă din Danemarca care evoluează pe postul de extremă dreapta pentru clubul românesc CSM București și echipa națională a Danemarcei.

## Biografie
Trine Østergaard a început să joace handbal la Galten FS după care în 2007 s-a transferat la Ikast. În 2008 a debutat la echipa de senioare din Ikast, denumită în acea vreme Ikast-Brande, împreună cu care a câștigat de trei ori titlul în Danemarca. Alături de naționala de tineret, a participat la Campionatul European de Tineret ediția 2009 din Ungaria, unde Danemarca a ocupat locul XIII. A debutat, pe 22 aprilie 2011, pentru naționala de senioare a Danemarcei. De asemenea, în 2011, ea a câștigat, alături de FC Midtjylland Håndbold, Cupa EHF.
La Campionatul Mondial din 2013 a făcut parte din echipa Danemarcei care a câștigat medalia de bronz, învingând în finala mică Polonia cu scorul de 30-26. În 2015, împreună cu FC Midtjylland, a câștigat Cupa Cupelor. Împreună cu naționala a participat la Euro 2016, unde Danemarca a terminat pe locul IV, fiind învinsă de selecționata franceză în meciul pentru medalia de bronz. Østergaard s-a transferat, în 2017, la Odense Håndbold. A făcut parte din echipa Danemarcei care a terminat pe locul patru la Campionatul European din 2020, fiind învinsă în meciul pentru medalia de bronz de reprezentativa Croației, cu scorul de 25-19. În decembrie 2021, a făcut parte din selecționata Danemarcei care a câștigat medalia de bronz la Campionatul Mondial desfășurat în Spania, învingând în finala mică echipa gazdă. După trei sezoane la Odense, ea s-a transferat, în Germania, la SG BBM Bietigheim. Alături de SG BBM Bietigheim, ea a câștigat ediția 2021-2022 a Ligii Europene, competiția care a înlocuit Cupa EHF. A devenit vicecampioană europeană la Campionatul European din 2022. În decembrie 2023, la Campionatul Mondial găzduit de Danemarca împreună cu Suedia și Norvegia a obținut o a treia medalie de bronz, selecționata Danemarcei învingând în finala mică Suedia. Cu naționala daneză, revenită după 12 ani la un turneu olimpic, Østergaard a ocupat locul trei la Jocurile Olimpice de vară din 2024 învingând din nou în finala mică naționala Suediei. În decembrie 2024, la Campionatul European din Austria, Elveția și Ungaria, a obținut o nouă medalie de argint.
În ianuarie 2023 s-a anunțat că din vara lui 2023 Trine Østergaard va juca pentru echipa românească CSM București.

## Palmares
- Jocurile Olimpice:
  -  Medalie de bronz: 2024

- Campionatul Mondial:
  -  Medalie de bronz: 2013, 2021, 2023

- Campionatul European:
  -  Medalie de argint: 2022, 2024

- Liga Campionilor:
  - Locul 4 (Turneul Final Four): 2014
  - Sfertfinalistă: 2017, 2019, 2024
  - Optimi de finală: 2021
  - Grupe principale: 2009, 2012, 2016
  - Grupe: 2023
  - Calificări: 2015

- Cupa Cupelor:
  -  Câștigătoare: 2015
  - Turul 4: 2010

- Liga Europeană:
  -  Câștigătoare: 2022

- Cupa EHF:
  -  Câștigătoare: 2011
  - Semifinalistă: 2013, 2020

- Campionatul Danemarcei:
  -  Câștigătoare: 2011, 2013, 2015
  -  Medalie de argint: 2014, 2016, 2018, 2020
  -  Medalie de bronz: 2012, 2017, 2019

- Cupa Danemarcei:
  -  Câștigătoare: 2012, 2014, 2015
  -  Medalie de argint: 2013. 2016, 2018

- Supercupa Danemarcei:
  -  Câștigătoare: 2013, 2014, 2016
  -  Medalie de argint: 2011, 2015

- Campionatul Germaniei:
  -  Câștigătoare: 2022, 2023
  -  Medalie de argint: 2021

- Cupa Germaniei:
  -  Câștigătoare: 2021, 2022, 2023

- Supercupa Germaniei:
  -  Câștigătoare: 2021, 2022

- Liga Națională:
  -  Medalie de aur: 2024

- Cupa României:
  -  Câștigătoare: 2024

- Supercupa României:
  -  Câștigătoare: 2023, 2024

## Distincții individuale
- Cea mai bună extremă dreapta din Campionatul Danemarcei: 2011, 2012, 2013, 2014, 2015, 2016, 2017;[52][53][54][55][56]